# Vickers Valiant
Vickers Valiant je britanski četveromotorni mlazni bombarder koji je uz Avro Vulcan i Handley Page Victora obavljao ulogu nuklearnog V bombardera. Iako je prvotno bio dizajniran kao strateški bombarder za djelovanje s velikih visina, kasnije je obavljao i ulogu zračnog tankera.

## Razvoj

### Vickers Tip 660
Nakon odbacivanja stare doktrine masovnih bombarderskih napada, RAF se okreće upotrebi nuklearnog oružja uz pomoć samo jednog zrakoplova. Za to je bio potreban i novi mlazni bombarder a jedan od prijedloga je predstavio i Vickers. Prethodni prijedlozi Avra i Handley-Pagea su zbog svoje inovativnosti prihvaćeni; Vickersov prijedlog je napočetku bio odbijen zbog svog konzervativnog dizajna, no nakon lobiranja Vickersovog glavnog dizajnera Georga Edwardsa i on je prihvaćen uz obećanja da će zrakoplov biti završen prije nego kod konkurencije. U travnju 1948. zrakoplovstvo je izdalo zahtjev Vickersu pod oznakom B.9/48 koji je dobio tvorničku ozanku Tip 660. Prvi Tip 660 prototip je poletio 18. svibnja 1951. Sljedeći mjesec, dobio je službeni naziv Vickers Valiant što je zapravo bilo odstupanje od tradicije jer su dotadašnji bombarderi dobivali nazive po britanskim gradovima. Prvi prototip je izgubljen u nesreći u siječnju 1952. zbog vatre na motoru; svi članovi posade su se spasili osim kopilota koji je udario rep zrakoplova nakon katapultiranja. Nakon modifikacija gorivnog sustava kako bi se spriječile slične nesreće, drugi prototip je poletio 11. travnja 1952. te je bio opremljen RA.7 Avon motorima a ne Sapphireima kako je bilo izvorno planirano. 
Narudžbe za prve "Valiant Bomber Mark 1 (B.1)" su stigle već u siječnju. Prvi produkcijski zrakoplov je poletio u prosincu 1953. a u siječnju 1955. su prvi zrakoplovi dostavljeni RAF-u.

## Dizajn i inačice
Prvi prototip Vickersa Valianta je bio realtivno konzervativnog dizajna. Imao je visoko postavljena krila, pokretao ga je Avon RA.3 mlazni motor s 28.9 kN potiska (svaki). Valiant B.1 je mogao ponijeti jedno 4.500 kilogramsko nuklearno oružje ili do 21.450 kligorama različitih bombi u svom unutarnjem prostoru. Ispod svakog krila se mogao montirati jedan veliki spremnik goriva kapaciteta goriva 7.500 L što se uglavnom koristilo kako bi se povećao domet djelovanja. Zrakoplov nije imao repnu kupolu sa strojnicom za samoobranu iako se tijekom razvoja i o tome razmišljalo. B.1 je imao ugrađeni sofisticirani sustav za navigaciju i bombardiranje (NBS) a osnova svega je bio H2S Mark 9a Yellow Aster radar. Navigacijski sustav je imao i Green Satin dopler radara i sustav radio pozicioniranja Gee-H. Proizvodnja Vickersa Valianta je prestala u kolovozu 1957. Uz tri prototipa, ukupn je napravljeno 107 zrakoplova sljedećim inačicama:
Napravljeno je 36 zrakoplova B.1 inačice koja je bila obični bombarder. Ovo uključuje i pet predprodukcijskih zrakoplova "Tip 674" i 31 "Tip 706". Tip 674 su pokretali Avon RA.14 motori, dok su Tip 706 pokretali Avon RA.28 204 (ili 205) motori s 46.7 kN potiska svaki.
Izrađeno je 11 Tip 710 zrakoplova koju su korišteni kao bombarderi i foto-izvidnici. Kako je dizajnerski tim na početku i planirao foto-izviđanje kao jednu od Valiantovih glavnih uloga, ova inačica je mogla imati ugrađenu kapsulu s kamerama u prostoru za bombe. 
44 zrakoplova Tip 758 su korišteni kao bombarderi i zračni tankeri. Ovi zrakoplovi su prvotno dostavljeni kao bombarderi no dizajnirani su da u prostor za bombe mogu ugraditi i spremnik s gorivom. 

## Tehničke karakteristike (Valiant B.1)
Osnovne karakteristike
- posada: 5
- dužina: 32,99 m
- raspon krila: 34,85 m
- površina krila: 219 m2
- visina: 9,8 m

Letne karakteristike
- najveća brzina: 666 km/h
- dolet: 7.200 km
- brzina penjanja: 20 m/s
- specifično opterećenje krila: 286 kg/m2
- motor: 4 × Rolls-Royce Avon RA28 Mk 204

## Vanjske poveznice
- Vickers Valiant - thunder-and-lightnings.co.uk
- Vickers Valiant - rafmuseum.org.uk   Arhivirana inačica izvorne stranice od 10. lipnja 2009. (Wayback Machine)